# Gheorghe Andriev
Gheorghe Andriev (* 15. April 1968 in Carcaliu) ist ein ehemaliger rumänischer Kanute.

## Erfolge
Gheorghe Andriev nahm an drei Olympischen Spielen teil. Bei seinem Olympiadebüt 1988 in Seoul startete er mit Grigore Obreja im Zweier-Canadier in zwei Wettbewerben. Über 500 Meter gelang ihnen über die Hoffnungsläufe und nach einem zweiten Platz in ihrem Halbfinallauf die Finalqualifikation. Den Endlauf beendeten sie anschließend auf dem siebten Platz. Auch auf der 1000-Meter-Distanz schafften sie den Einzug ins Finale, in dem sie als Sechste jedoch ebenfalls hinter den Medaillenplätzen zurückblieben.
Vier Jahre später trat Andriev bei den Spielen in Barcelona mit Nicolae Juravschi in den beiden Wettkämpfen im Zweier-Canadier an. Sie qualifizierten sich über 500 Meter nach einem Sieg im Vorlauf direkt für das Finale, verpassten dort aber als Vierte knapp einen Medaillengewinn. Sie erreichten 0,9 Sekunden hinter den drittplatzierten Bulgaren Martin Marinow und Blagowest Stojanow das Ziel. Der Wettbewerb über 1000 Meter verlief quasi deckungsgleich. Erneut gewannen Andriev und Juravschi ihren Vorlauf, ehe ihnen als Vierte im Endlauf eine Podestplatzierung verwehrt blieb. Ihr Rückstand auf die beiden Franzosen Didier Hoyer und Olivier Boivin, die als Dritte ins Ziel kamen, betrug 0,3 Sekunden.
Bei den Olympischen Spielen 1996 in Atlanta ging Andriev wieder mit Grigore Obreja an den Start, aber nur noch auf der 500-Meter-Strecke. Sie gewannen ihren Vorlauf mit über 3,1 Sekunden Vorsprung und belegten auch im anschließenden Halbfinale den ersten Platz. Im Finale überquerten sie nach 1:41,336 Minuten hinter den siegreichen Ungarn György Kolonics und Csaba Horváth sowie den Moldauern Victor Reneischi und Nicolae Juravschi als Dritte die Ziellinie und gewannen die Bronzemedaille.
Mit Vasile Lehaci wurde Andriev bei den Weltmeisterschaften 1990 in Posen im Zweier-Canadier über 1000 Meter und auch über 10.000 Meter jeweils Zweiter. Ein Jahr darauf wiederholte er in Paris mit Romică Haralambie das Resultat auf der 10.000-Meter-Strecke. Bei den Weltmeisterschaften 1994 in Mexiko-Stadt gelang Andriev mit Grigore Obreja im Zweier-Canadier über 500 Meter der Titelgewinn. Zwei Silbermedaillen gewann er 1998 in Szeged, als er jeweils Zweiter im Zweier-Canadier über 1000 Meter mit Florin Popescu und im Vierer-Canadier über 500 Meter wurde. 1999 belegte er in Mailand im Vierer-Canadier über 200 Meter den dritten sowie über 500 Meter den zweiten Platz. 
1999 belegte Andriev außerdem bei den Europameisterschaften in Zagreb im Zweier-Canadier über 1000 Meter mit Florin Popescu ebenso den zweiten Platz wie im Vierer-Canadier auf der 200- und auch der 500-Meter-Strecke. Mit Popescu wurde er außerdem über 500 Meter Europameister. Die beiden Platzierungen im Vierer-Canadier wiederholte er ein Jahr darauf in Posen mit zwei weiteren Silbermedaillen. Auf nationaler Ebene sicherte sich Andriev mehrere Landesmeistertitel. Er wurde mit der Medaille des Ordens Für Verdienst ausgezeichnet.